# Maria Balthasar
Maria Barbara Franziska Balthasar (Luzern, 16 oktober 1660 - Eschenbach, 24 februari 1737) was een Zwitserse abdis.

## Biografie
Maria Balthasar was een dochter van Jost Dietrich Balthasar en een zus van Jakob Balthasar en Robert Balthasar. Ze trad toe tot de cisterciënzers van Eschenbach in 1676. In 1677 legde ze haar kloostergeloften af en in 1712 werd ze abdis. In 1712 vluchtte haar gemeenschap naar Luzern vanwege de Tweede Villmergeroorlog. Alzo viel de gemeenschap onder de controle van de Raad van Luzern, zonder dat ze erin slaagde het klooster opnieuw in de orde op te nemen. Wel werd de kerk gerenoveerd en voorzien van nieuwe klokken.
- Gemeinsame Normdatei: 1051782473
- Historisch woordenboek van Zwitserland: 026495
- Virtual International Authority File: 308735650